# Agrypon flavomaculatum
Agrypon flavomaculatum là một loài tò vò trong họ Ichneumonidae.